# Portrait de musicien
Le Portrait de musicien, généralement considéré comme le « portrait d'Atalante Migliorotti levant la tête » décrit par Léonard dans son inventaire, est un tableau de Léonard de Vinci peint vers l'an 1485  à l’huile  sur du bois. Il est exposé à la Pinacothèque Ambrosienne de Milan.

## Données historiques
L'homme représenté devrait être, avec une forte probabilité, Franchini Gaffurio qui a été maître de chapelle du dôme de Milan (1484). L'hypothèse se base sur le fait que Gaffurio fréquentant la cour du duché de Milan, connaissait probablement Léonard.
Sur le carton tenu par la main du musicien, mis au jour avec la main à la suite de la restauration effectuée en 1904 ayant nécessité le décollement d'une couche de peinture déposée par Léonard même, on peut lire « Cant...Ang... » suivi par une partition musicale.
Des recherches récentes font supposer que le sujet du tableau puisse être le compositeur franco-flamand Josquin Desprez, contemporain de Léonard et actif à Milan

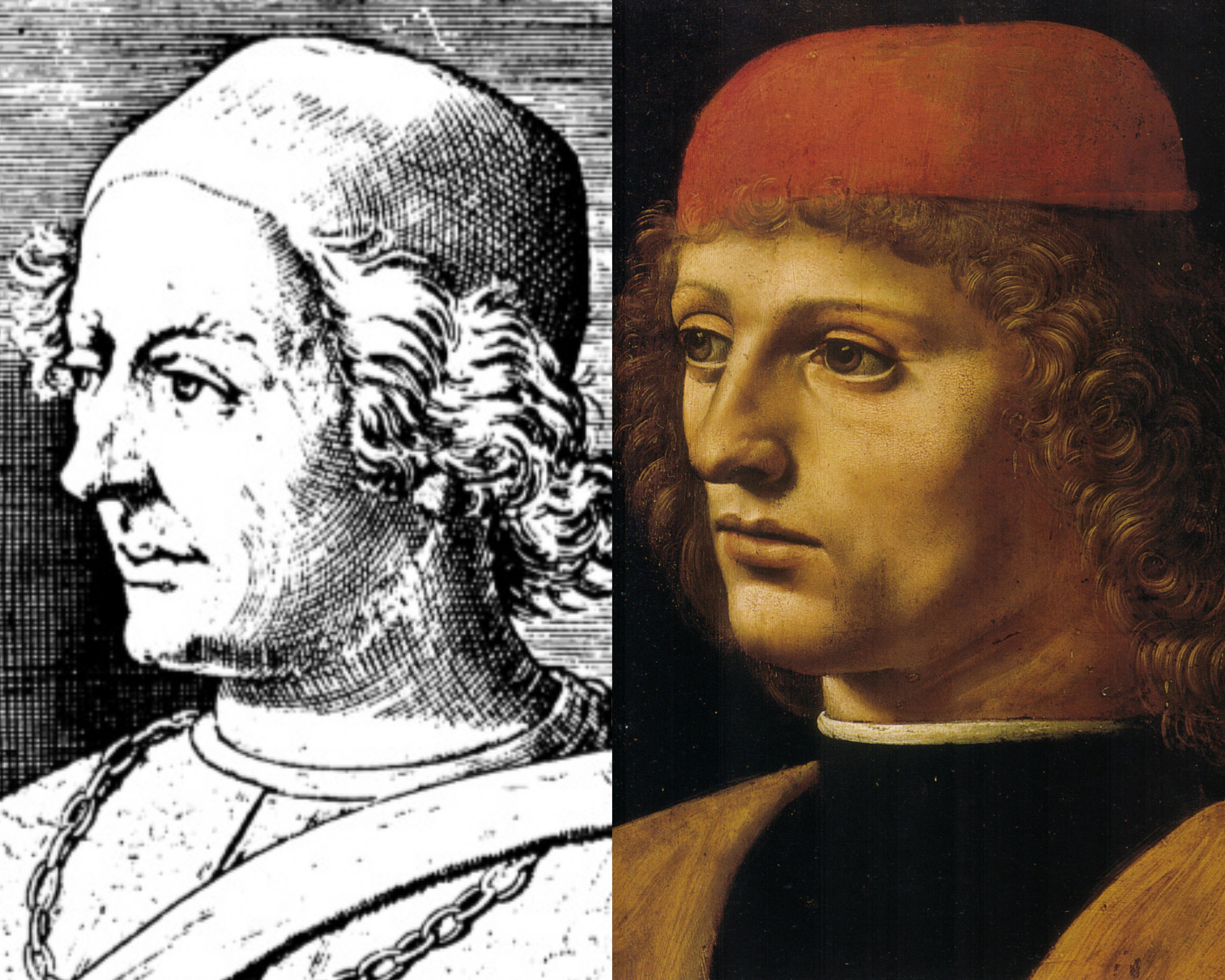
Comparaison entre le portrait de Roberto Sanseverino et le soi-disant portrait d'un musicien.

Le sujet du portrait a été identifié ailleurs avec Galeazzo Sanseverino, gendre de Ludovico il Moro et capitaine général des milices Sforza, pour les similitudes remarquables trouvées avec celui du Portrait de Luca Pacioli (également considéré comme l’œuvre de Léonard), où l’on peut voir des correspondances dans les cheveux bouclés épais, dans les traits du visage et dans l’ouverture du farsetto d’où sort une étendue de chemise qui rappelle une bouffée de lance, pour symboliser la puissance virile de Galeazzo dans les manèges. D’autres chercheurs ont plutôt souligné la ressemblance étroite avec certains portraits du père de Galeazzo, Roberto Sanseverino, dont les traits du visage montrent plusieurs traits en commun. L’identification avait déjà été proposée à la fin du XIXe siècle par des érudits allemands tels que Paul Müller-Walde ayant peut-être une plus grande familiarité avec les traits de Robert, dont la pierre tombale était située dans la cathédrale de Trente. À l’appui de cette thèse, Piero Misciatelli rappelle que Galeazzo était en fait un grand ami et protecteur de Leonardo et de Fra' Luca Pacioli et que, tout comme Ludovico et Béatrice d'Este, il devait certainement être passionné de musique. D’autres, comme Robert de la Sizèranne, ont également reconnu les traits de son père Roberto avant que les critiques d’art italiens ne proposent de s’identifier à Franchino Gaffurio,.

## Description
L'homme est placé de trois-quarts ; il tient à la main une feuille et son regard se porte  en dehors du champ de vision du spectateur, à sa droite.
En rapport au visage représenté dans le détail, le chapeau rouge, la tunique et les cheveux semblent avoir été peints par un autre peintre. Les historiens d'art ont reconnu la technique de Léonard de Vinci dans les détails du visage du jeune homme ; la feuille de partition ainsi que la main peuvent avoir été rajoutées à l'œuvre originale.
La principale différence entre ce travail et le tableau de Ginevra de' Benci, considéré comme son dernier portrait, réside le fait que dans ce cas, les mains et la partie inférieure de la poitrine sont bien visibles.

## Sources
- (it) Cet article est partiellement ou en totalité issu de l’article de Wikipédia en italien intitulé « Ritratto di musico » (voir la liste des auteurs).